# Ferdinand Porsche

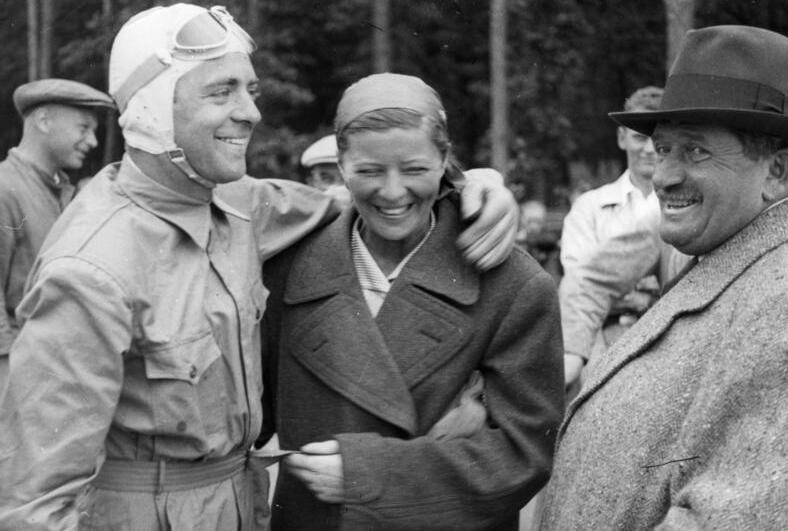
Från vänster till höger: Bernd Rosemeyer, Elly Beinhorn och Ferdinand Porsche (1937)

Ferdinand Porsche, född 3 september 1875 i Maffersdorf i Böhmen i Österrike-Ungern (nuvarande Vratislavice i Tjeckien), död 30 januari 1951 i Stuttgart i Tyskland, var en österrikisk-tysk bilkonstruktör, Teknologie doktor samt hedersdoktor.
Porsche har gått till historien som mannen bakom världens mest tillverkade bil, Volkswagens "Bubbla" som påminde om Tatra 97. Porsche utvecklade "Bubblan", det vill säga Volkswagen Typ 1 under 1930-talet och hade en förkärlek för konstruktioner med motorn placerad bak. 
Porsche blev invald i International Motorsports Hall of Fame 1996.

## Biografi
Ferdinand Porsche var i början av sin karriär verksam vid både Austro-Daimler och Steyr-Werke vilka båda senare kom att bli delar av Steyr-Daimler-Puch-koncernen i Österrike. Porsche diskuterade ofta idéer med Hans Ledwinka, även han en bilkonstruktör från Böhmen. De skulle båda ha samma grundprinciper vad gäller bilbyggande.
Ferdinand Porsche föddes i norra delen av dagens Tjeckien, då fortfarande en del av Österrike-Ungern. Fadern Anton hade ett eget plåtslageri och där arbetade Ferdinand samtidigt som han studerade elteknik. 1898 fick han anställning hos firman Lohners, som tillverkade hästdragna vagnar. Vid den tidpunkten märkte man att hästens era var på väg att försvinna, och att den ersattes av andra krafter. Lohner hade hört talas om en begåvad ung man hos Bela Egger, en österrikisk pionjär inom elektroteknik. Efter några månader hade Porsche och Lohner konstruerat en el-bil "Lohner-Porsche". Den hade elektriska navmotorer på alla hjulen. Ett stort problem var räckvidden, batterierna måste laddas om varje 50-60 km, vilket var ett problem i sig. Dessutom fanns inte möjlighet att erhålla laddningsström överallt. De utvecklade också en annan bil med "mixte-systemet", där en bensinmotor drev en generator, som i sin tur drev elmotorerna. En racerbil deltog i flera tävlingar med Porsche vid ratten. Systemet fungerade bra, men det var betydligt dyrare än konventionell drift. Patenten såldes 1906 till Emil Jellinek.
1903 gifte sig Ferdinand Porsche med Aloisia Kaes. Paret fick en dotter 1904, Louise, vars son senare blev högsta chef för Volkswagen, Ferdinand Piëch. 1909 föddes "Ferry", hans riktiga namn var Ferdinand Anton Ernst Porsche. 
1906 gick Porsche till Austro-Daimler i Wiener Neustadt där han efterträdde Paul Daimler som utvecklings- och produktionschef. Porsche arbetade med personbilar, flygmotorer och tävlingsbilar. 1910 vann han Prins Heinrich-loppet, instiftat av kejsar Wilhelms bror Heinrich, med en bil som han själv konstruerat.
Under första världskriget konstruerade Porsche en bensinelektrisk artilleritraktor som drevs av elektriska navmotorer. För sina insatser för Österrike blev Porsche 1917 utnämnd till hedersdoktor vid Wiens tekniska högskola och officer av Frans Josefsorden. Året därpå utsågs han till verkställande direktör för Austro-Daimler.
Efter kriget byggde Porsche en liten tävlingsbil som vann enlitersklassen i Targa Florio. Den krassa efterkrigsekonomin tvingade företagsstyrelsen att lägga ned tävlingsverksamheten i början av 1923, vilket fick Porsche att säga upp sig på stående fot.
Porsche förblev inte arbetslös länge. Från april 1923 arbetade han för Daimler-Motoren-Gesellschaft (DMG) i Stuttgart där han återigen efterträdde Paul Daimler som chefskonstruktör. Han valdes även in som ledamot i företagets styrelse. Hos DMG ägnade Porsche sig åt vidareutveckling av överladdning av förbränningsmotor med kompressor. Han konstruerade välkända sportbilsmodeller som Modell K och Modell S. 1924 utsågs han till teknologie hedersdoktor vid Tekniska universitetet i Stuttgart. 
1926 gick DMG samman med Benz & Cie. och bildade Daimler-Benz AG. Den nya ledningen ville att Porsche skulle ägna mer av sin tid åt de mindre personbilar och kommersiella fordon som stod för huvuddelen av företagets intäkter. Ställd inför ultimatum lämnade han Daimler-Benz i början av 1929.
Porsche återvände till Österrike som teknisk direktör för Steyr-Werke. Den ekonomiska nedgången efter börskraschen 1929 tvingade Steyr att gå samman med Austro-Daimler, vilket fick Porsche att säga upp sig i april 1930.
6 mars 1931 startade Ferdinand Porsche i Stuttgart Dr. Ing. h.c. F. Porsche GmbH, Konstruktionen und Beratung für Motoren und Fahrzeug, vilket senare blev grunden för dagens Porsche AG. Detta företag övertogs efter Ferdinands död av sonen Ferry Porsche. 1932 konstruerade han en tävlingsbil för Auto Union. 1934 följde idén om att ta fram en tysk folkbil. Porsche lade fram sina planer och idéer för flera fabriker, bland annat Zündapp och NSU, som tillverkade motorcyklar och som ville tillverka bilar. Av olika anledningar blev samarbetsprojekten aldrig genomförda. Historien började om på nytt 1934, då Porsche den 17 januari presenterade sin exposé för det dåvarande tyska trafikministeriet. I sin redogörelse lade Porsche stor vikt vid att bilen skulle vara en pålitlig bruksbil, den skulle vara lätt att hantera och vara av en förhållandevis lätt konstruktion. I Porsches programförklaring talade han om vad bilen skulle vara och inte fick bli.
Under andra världskriget var Porsche verksam inom den tyska rustningsindustrin. 
Efter andra världskriget följde skapandet av de första bilarna under namnet Porsche.